# Tchériba (departamento)
Tchériba é um dos sete departamentos da província de Mouhoun, no Burkina Faso.